# مزرعة نورجان شيرمحمدي
مزرعة نورجان شيرمحمدي (بالفارسية: مزرعه نورجان شیرمحمدی) هي مستوطنة تقع في قسم سلطانعلي الريفي في إيران. يقدر عدد سكانها بـ 534 نسمة .